# Arnold Krug

Arnold Krug

Arnold Krug (* 16. Oktober 1849 in Hamburg; † 4. August 1904 ebenda) war ein deutscher Pianist, Komponist und Musikpädagoge.

## Leben
Arnold Krug war Sohn des Musiklehrers und Komponisten Diederich Krug (1821–1880). Sein Vater unterrichtete ihn als erster im Klavierspiel. Der in Altona lebende Komponist, Musiktheoretiker und Orgelmeister Cornelius Gurlitt bildete Krug weiter in den Bereichen Komposition und Dirigieren aus. In den Jahren 1868 bis 1870 war Krug Student des Leipziger Konservatoriums und wurde von Carl Reinecke speziell am Klavier ausgebildet.
1869 hatte Arnold Krug ein Stipendiat der Mozart-Stiftung in Frankfurt erworben. Er ging dann nach Berlin und erhielt bei Friedrich Kiel, einem bekannten Kompositions- und Klavierlehrer, und bei Eduard Franck, einem Klavierpädagogen vom Stern’schen Konservatorium, weiteren Unterricht im Klavierspiel. Von 1872 bis 1879 war Krug in Berlin als Lehrer für Klavier am Stern’schen Konservatorium tätig. 1877 ging er für ein Jahr nach Italien und Frankreich. In Rom schloss Arnold Krug am 30. März 1878 seine Kompositionsstudien an der Reale Accademia di Santa Cecilia mit der Ernennung zum „Maestro compositore“ (Meister der Komposition) ab. 1879 kehrte Arnold Krug als Professor der Musik nach Hamburg zurück. Von 1881 bis 1888 war er zunächst Dirigent und Leiter eines eigenen Gesangvereins, der Arnold Krugschen Singakademie. Ab Oktober 1885 war Arnold Krug dann als Lehrer für Komposition am Bernuth’schen Konservatorium in Hamburg tätig. 1885 übernahm Krug ebenso für zehn Jahre die Leitung der Altonaer Singakademie als Nachfolger von John Böie. 1898 leitete er die Erstaufführung des Oratoriums Die Sündflut seines früheren Lehrers Cornelius Gurlitt in der Hauptkirche in Hamburg.
Arnold Krug war seit 1881 in erster Ehe mit Henriette Seester verheiratet, die jedoch bereits 1885 im Alter von 31 Jahren verstarb. Diese Ehe blieb kinderlos. In zweiter Ehe heiratete Krug 1894 Franziska Meyerfeldt. Aus dieser Ehe stammen die beiden Kinder Werner (* 18. August 1895) und Lillie Krug (* 19. Dezember 1896). Arnold Krug verstarb 1904 im Krankenhaus in Eppendorf.
Bis zu seinem Tode schuf Krug ein umfangreiches kompositorisches Werk, welches leider nur noch teilweise im Druck verfügbar ist. Der Dillenburger Musikwissenschaftler Wolfgang Schult hat sich um die Wiederentdeckung und -aufführung der Vokalmusik Krugs verdient gemacht. So tritt dieser beispielsweise als Herausgeber zweier nur als Autographen vorliegender Motetten (Crucifixus sowie Selig sind, die da Leid tragen) in Erscheinung. Erstere erklang in ihrer Uraufführung 2002 vom Universitätschor Marburg unter der Leitung Schults.

Arnold Krug

## Ehrungen

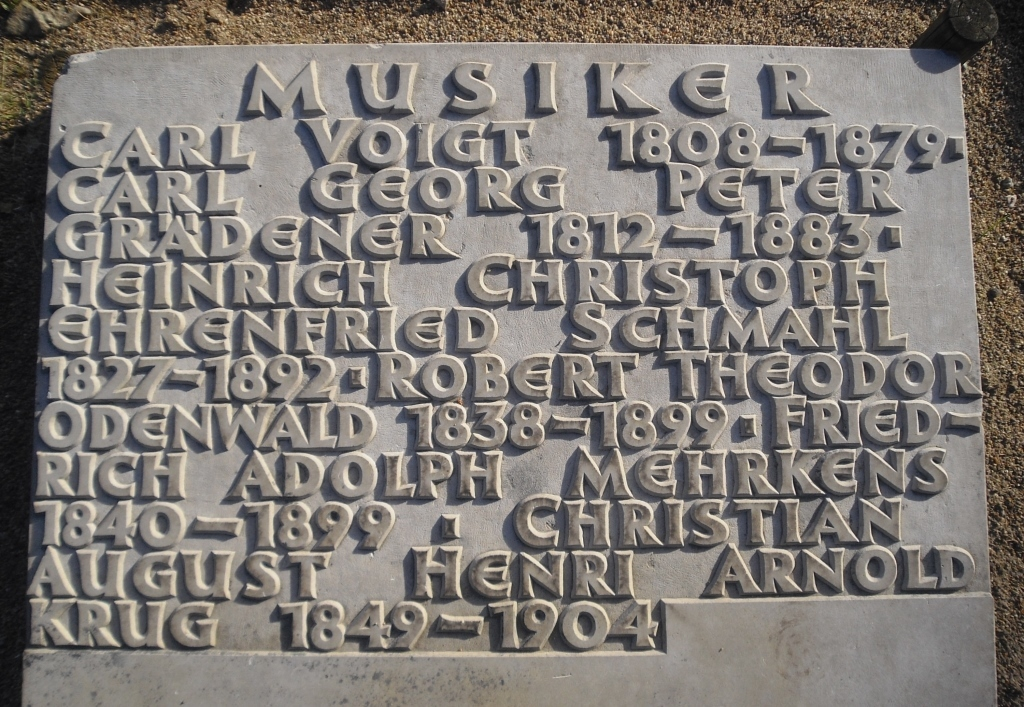
Erinnerung an Arnold Krug auf dem Friedhof Ohlsdorf in Hamburg

- 1877 erhielt Arnold Krug den Kompositionspreis der Meyerbeer-Stiftung
- 1879 wurde Krug die „Goldene Medaille für Kunst und Wissenschaft“ des Königs von Württemberg verliehen.
- 1896 erhielt Krug den Alfred-Stelzner-Preis des Dresdner Konservatoriums für sein Sextett Op. 68
- 1902 wurde ihm in Hamburg der Professorentitel für Komposition („Comp. Prof.“) verliehen.

## Werkauswahl
- l. Sinfonie h-Moll, komponiert 1866 (unveröffentlicht)
- 2. Sinfonie C-Dur, op. 9, komponiert 1876 (Thiemer, Hamburg)
- Symphonischer Prolog zu Shakespeares Othello, op. 27 (Forberg, Leipzig)
- Gretchen im Kerker
- Tragödienouvertüre (unveröffentlicht)
- Orchestersuite Aus der Wanderzeit
- Romanische Tänze für Orchester
- Liebesnovelle, op. 14
- Italienische Reiseskizzen für Violine und Streichorchester, op. 12
- Symphonische Konzert-Ouverture zur Nibelungensage (unveröffentlicht)
- Sigurd, für Soli, Chor u. Orchester op. 25, Dichtung von Theodor Souchay
- zahlreiche Klavierwerke, erschienen bei Augener, London (Web-OPAC British Library)
- Bunte Blätter (Op. 90), erschienen bei Steingräber (Leipzig 1899), enthält Romanze. Maientanz. In wiegendem Kahn. Capriccietto. Bitte. Am Neujahrsmorgen. Im Grünen. Fliegendes Blatt. Das kranke Vöglein. Gondoliera. Nocturne. Im schönen Wien[2]
- Chorwerke, u. a. Psalm 130 für 5-stimmigen, gemischten Chor
- Streichsextett D Dur, Op. 68 (2 Vl, 2 Va, 2 Vc)

## Notenbeispiel

Capriccietto für Klavier (Op. 90 Nr. 4; Anfang)
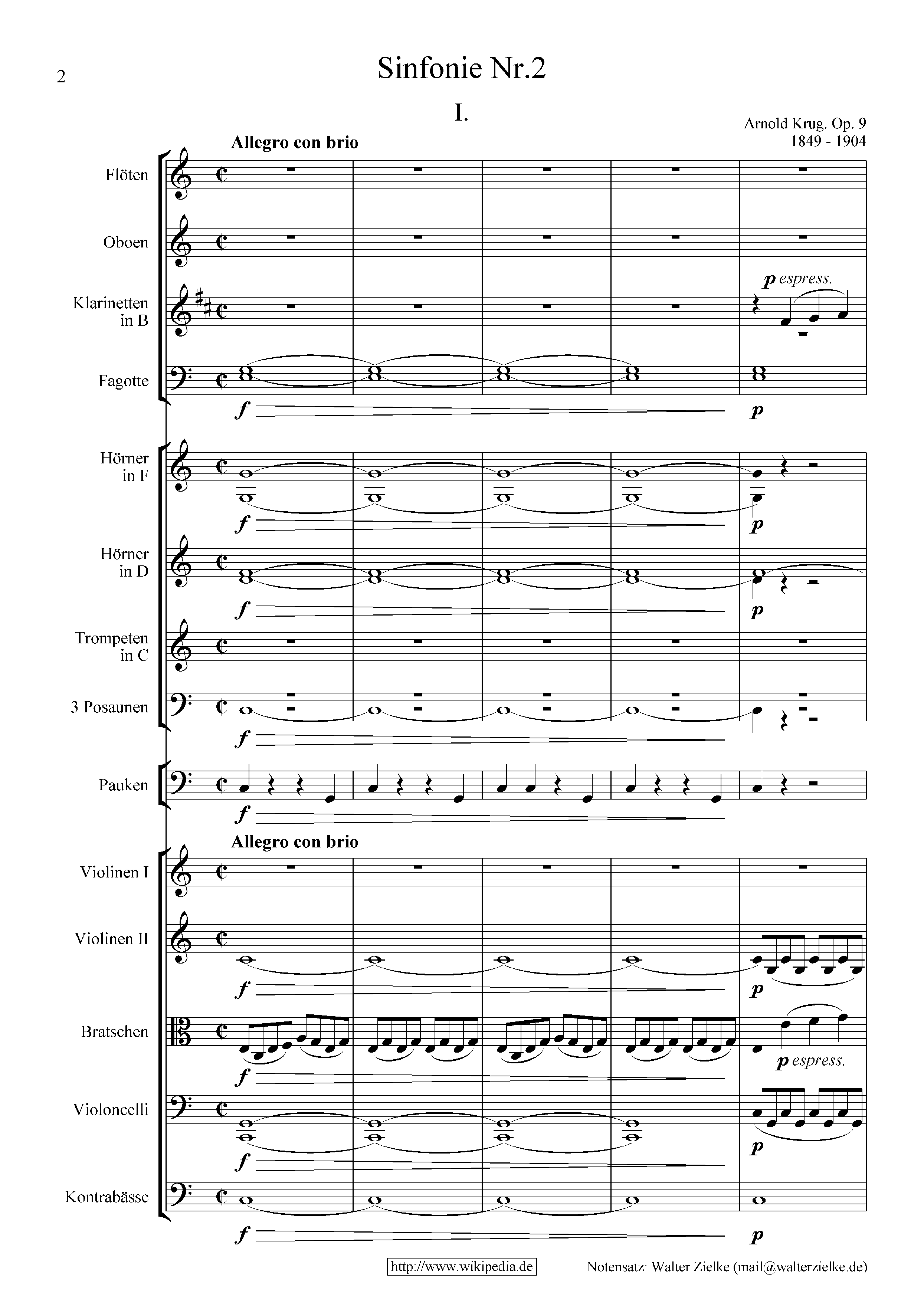
Sinfonie C-Dur, S. 1
Sinfonie C-Dur, S. 2
Sinfonie C-Dur, S. 3
Sinfonie C-Dur, S. 4

## Schüler
- Gustav Jenner (1865–1920)